# Choibalsan (thành phố)
Choibalsan (tiếng Mông Cổ: Чойбалсан) là thành phố lớn thứ tư ở Mông Cổ. Tên gọi của thành phố này đã là Bayan Tümen (Баян Түмэн) cho đến năm 1941, khi nó được đổi theo tên của lãnh đạo cộng sản Khorloogiin Choibalsan. Thành phố này là thủ phủ của aimag (tỉnh) Dornod và đơn vị hành chính thành phố có tên chính thức là sum Kherlen với diện tích 281 km². Thành phố này nằm ở bên sông Kherlen, độ cao 747 m trên mực nước biển.

## Lịch sử
Khu vực ngày nay là Choibalsan đã là một điểm trên tuyến đường thương mại trong nhiều thế kỷ. Vào thế kỷ 19, khu vực này đã thành thành phố, là trung tâm kinh tế cho vùng phía đông Mông Cổ trong thế kỷ 20.
Trong trận Khalkhyn Gol, vì thành phố nằm gần địa điểm xảy ra trận chiến nên đã có một bảo tàng vinh danh Georgy Zhukov, anh hùng của trận chiến.
Sau khi Mông Cổ dân chủ hóa năm 1992, những người Nga đã về nước và một phần lớn nền kinh tế đình đốn. Kể từ đó, đây là một trong những thành phố có tỷ lệ thất nghiệp vào hàng cao nhất Mông Cổ.

## Dân số
Dân số Choibalsan là 45.490(1994), 41.714 (2000), 36.142 (2003), 39.500 (2006), 39.500 (2007, 53.2% dân số toàn tỉnh).
Choibalsan là nơi cư ngụ chủ yếu của người người Mông Cổ Khalkha, và một cộng đồng dân thiểu số Buryat, Barga, Üzemchin. Có một cộng đồng thiểu số nhập cư từ Nội Mông Cổ của Trung Quốc.

## Khí hậu
Choibalsan có khí hậu bán khô hạn (Köppen BSk) với mùa đông rất lạnh, rất khô và mùa hè ấm áp, ẩm ướt hơn. Về mặt nhiệt độ, nó gần giống với khí hậu lục địa ẩm, nhưng không có được sự phân loại đó do mùa đông rất khô. Các nhiệt độ kỷ lục dao động từ tối thiểu −41,6 °C (42,9 °F) đến tối đa 41,2 °C (106,2 °F), được ghi nhận vào ngày 25 tháng 6 năm 2010.
| Dữ liệu khí hậu của Choibalsan           | Dữ liệu khí hậu của Choibalsan | Dữ liệu khí hậu của Choibalsan | Dữ liệu khí hậu của Choibalsan | Dữ liệu khí hậu của Choibalsan | Dữ liệu khí hậu của Choibalsan | Dữ liệu khí hậu của Choibalsan | Dữ liệu khí hậu của Choibalsan | Dữ liệu khí hậu của Choibalsan | Dữ liệu khí hậu của Choibalsan | Dữ liệu khí hậu của Choibalsan | Dữ liệu khí hậu của Choibalsan | Dữ liệu khí hậu của Choibalsan | Dữ liệu khí hậu của Choibalsan |
| Tháng                                    | 1                              | 2                              | 3                              | 4                              | 5                              | 6                              | 7                              | 8                              | 9                              | 10                             | 11                             | 12                             | Năm                            |
| ---------------------------------------- | ------------------------------ | ------------------------------ | ------------------------------ | ------------------------------ | ------------------------------ | ------------------------------ | ------------------------------ | ------------------------------ | ------------------------------ | ------------------------------ | ------------------------------ | ------------------------------ | ------------------------------ |
| Cao kỉ lục °C (°F)                       | 1.3 (34.3)                     | 8.4 (47.1)                     | 21.4 (70.5)                    | 29.5 (85.1)                    | 36.8 (98.2)                    | 41.2 (106.2)                   | 39.1 (102.4)                   | 38.3 (100.9)                   | 31.6 (88.9)                    | 28.0 (82.4)                    | 15.2 (59.4)                    | 3.5 (38.3)                     | 41.2 (106.2)                   |
| Trung bình ngày tối đa °C (°F)           | −14.4 (6.1)                    | −10.7 (12.7)                   | −0.5 (31.1)                    | 10.5 (50.9)                    | 19.0 (66.2)                    | 24.9 (76.8)                    | 26.6 (79.9)                    | 24.4 (75.9)                    | 18.0 (64.4)                    | 8.8 (47.8)                     | −3.4 (25.9)                    | −11.8 (10.8)                   | 7.6 (45.7)                     |
| Trung bình ngày °C (°F)                  | −20.5 (−4.9)                   | −17.7 (0.1)                    | −7.8 (18.0)                    | 2.6 (36.7)                     | 11.3 (52.3)                    | 17.6 (63.7)                    | 19.8 (67.6)                    | 17.9 (64.2)                    | 10.6 (51.1)                    | 1.5 (34.7)                     | −9.8 (14.4)                    | −17.6 (0.3)                    | 0.7 (33.2)                     |
| Tối thiểu trung bình ngày °C (°F)        | −25.5 (−13.9)                  | −23.9 (−11.0)                  | −14.8 (5.4)                    | −4.1 (24.6)                    | 3.8 (38.8)                     | 10.8 (51.4)                    | 14.4 (57.9)                    | 12.1 (53.8)                    | 4.9 (40.8)                     | −4.2 (24.4)                    | −15.2 (4.6)                    | −22.7 (−8.9)                   | −5.4 (22.3)                    |
| Thấp kỉ lục °C (°F)                      | −41.6 (−42.9)                  | −38.3 (−36.9)                  | −36.6 (−33.9)                  | −20.3 (−4.5)                   | −8.7 (16.3)                    | 0.5 (32.9)                     | 4.4 (39.9)                     | 2.1 (35.8)                     | −6.0 (21.2)                    | −20.3 (−4.5)                   | −29.9 (−21.8)                  | −36.4 (−33.5)                  | −41.6 (−42.9)                  |
| Lượng Giáng thủy trung bình mm (inches)  | 1.6 (0.06)                     | 1.9 (0.07)                     | 2.9 (0.11)                     | 6.3 (0.25)                     | 14.4 (0.57)                    | 39.0 (1.54)                    | 57.4 (2.26)                    | 43.3 (1.70)                    | 27.2 (1.07)                    | 7.7 (0.30)                     | 3.3 (0.13)                     | 2.6 (0.10)                     | 207.6 (8.16)                   |
| Số ngày giáng thủy trung bình (≥ 1.0 mm) | 0.6                            | 1.0                            | 0.7                            | 1.6                            | 3.2                            | 5.7                            | 8.7                            | 8.1                            | 4.6                            | 1.6                            | 1.1                            | 0.9                            | 37.8                           |
| Số giờ nắng trung bình tháng             | 198.5                          | 212.0                          | 266.1                          | 264.0                          | 294.9                          | 307.3                          | 297.9                          | 287.1                          | 258.2                          | 239.2                          | 199.5                          | 177.6                          | 3.002,3                        |
| Nguồn: NOAA (1961-1990)                  |                                |                                |                                |                                |                                |                                |                                |                                |                                |                                |                                |                                |                                |

## Giao thông
Thành phố này có Sân bay Choibalsan (COQ/ZMCD) với một đường băng được lát, với những chuyến bay thường kỳ tới Ulaanbaatar, và tới  Hulunbuir và Mãn Châu Lý ở Nội Mông, Trung Quốc.
Có một tuyến đường sắt (không kết nối với phần còn lại của mạng lưới đường sắt Mông Cổ) kết nối Choibalsan với Đường sắt xuyên Siberia (tuyến đường ban đầu) ở Borzya, Nga; mặc dù không có dịch vụ chở khách qua biên giới: các chuyến tàu chở khách từ Choibalsan kết thúc ở Chuluunkhoroot (Ereentsav).